# خورخه مانیسرا
خورخه مانیسرا (اسپانیایی: Jorge Manicera‎; ۴ نوامبر ۱۹۳۸ – ۱۸ سپتامبر ۲۰۱۲) بازیکن فوتبال اهل اروگوئه بود.
از باشگاه‌هایی که در آن بازی کرده‌است می‌توان به باشگاه فوتبال ناسیونال، باشگاه فوتبال فلامینگو و باشگاه فوتبال سرو اشاره کرد.
وی همچنین در تیم ملی فوتبال اروگوئه بازی کرده‌است.